# 姫路市立旭陽小学校
姫路市立旭陽小学校（ひめじしりつ きょくようしょうがっこう）は、兵庫県姫路市網干区坂上にある公立小学校。校名は1942年までの旧村名による。

## 沿革
- 1876年（明治9年）3月5日 - 日躋・津市・魚吹・春井・広義の各小学校を統合し、輯盛小学校を設置。
- 1887年（明治20年）4月 - 輯盛小学校と勝原村の育英小学校が統合され、旭陽尋常小学校及び旭陽簡易小学校を坂出に設置[1]。
- 1891年（明治24年）11月 - 勝原村の区域を再分離。校舎を現在地に移転[1]。
- 1941年（昭和16年）4月 - 国民学校令施行により、揖保郡旭陽国民学校に改称。
- 1946年（昭和21年）3月 - 揖保郡網干町（1942年旭陽村を編入）が姫路市に合併し、姫路市立旭陽国民学校に改称。
- 1947年（昭和22年）4月 - 学校教育法施行により、姫路市立旭陽小学校に改称。
- 1974年（昭和49年）4月1日 - 校区の一部を姫路市立大津茂小学校として分離。
- 2009年（平成21年） - 文部科学大臣から「学校給食優良校」の表彰を受ける。

## 通学区域
網干区津市場、宮内、坂上、福井、坂出、高田、和久。
- 網干区北部（旧旭陽村の区域）の大部分が校区となる。また校区全域が姫路市立朝日中学校校区の一部となっている。
- 校区内に、秋季大祭で有名な魚吹八幡神社が鎮座する。校区全域が魚吹八幡神社の氏子地区であり、秋季大祭の昼宮（10月22日）は本校は休校日となる。学校のすぐ東側で、地域の幹線道路である兵庫県道27号太子御津線に接する。

## 交通アクセス
- 山陽電気鉄道網干線山陽網干駅から鵤・龍野方面行き、もしくはJR山陽本線網干駅からダイセル行きの神姫バスに乗車、「旭陽小学校」バス停で下車。

## 卒業生
- 渕瀬真寿美 - 競歩。ロンドンオリンピック競歩代表。20km競歩の日本記録保持者。

## 通学区域が隣接している学校
- 姫路市立余部小学校
- 姫路市立網干小学校
- 姫路市立大津茂小学校
- 姫路市立勝原小学校
- 太子町立石海小学校